# 네오다니 단층

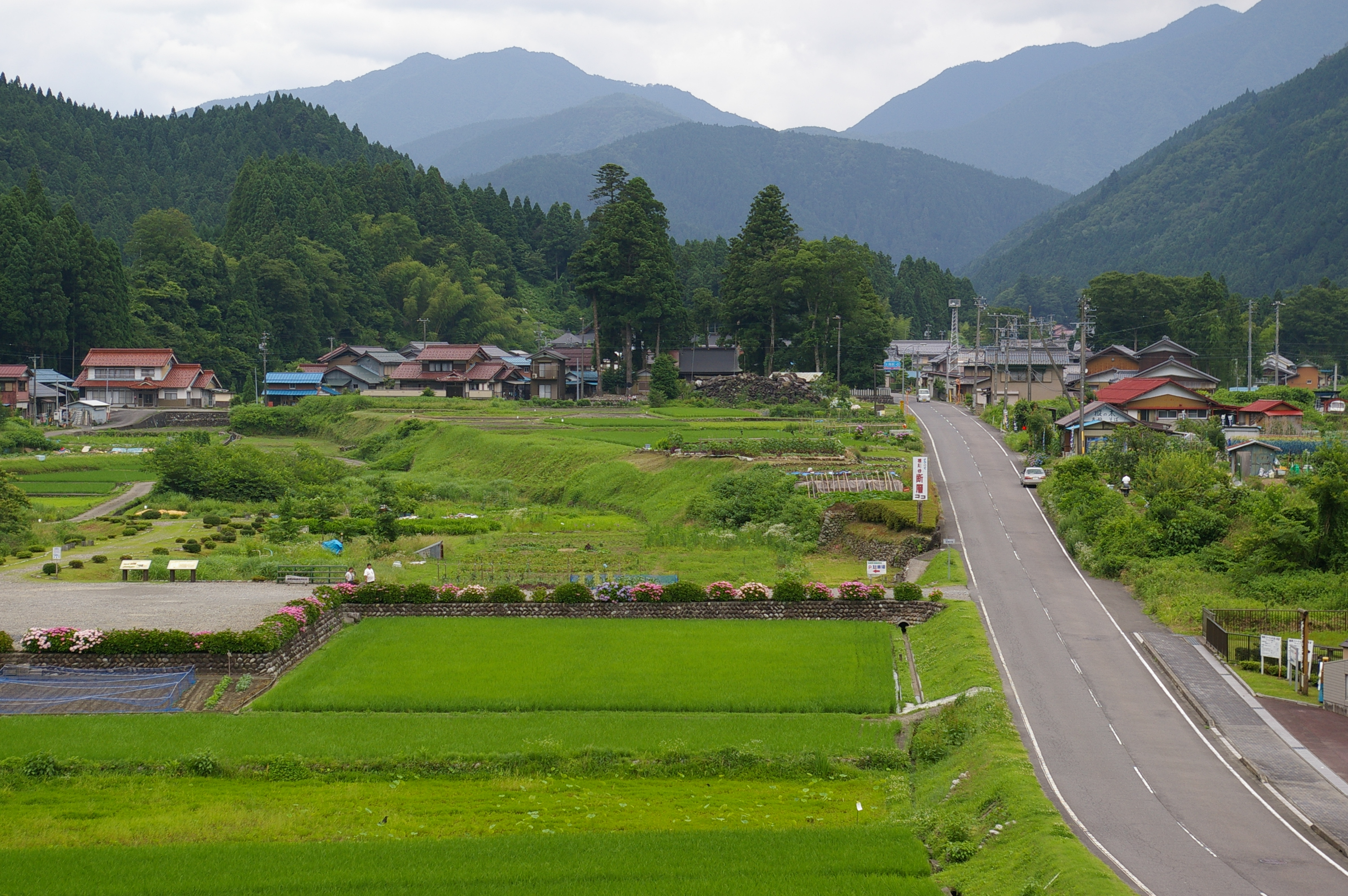
사진 중앙에 비스듬한 단층의 높이차가 보인다.

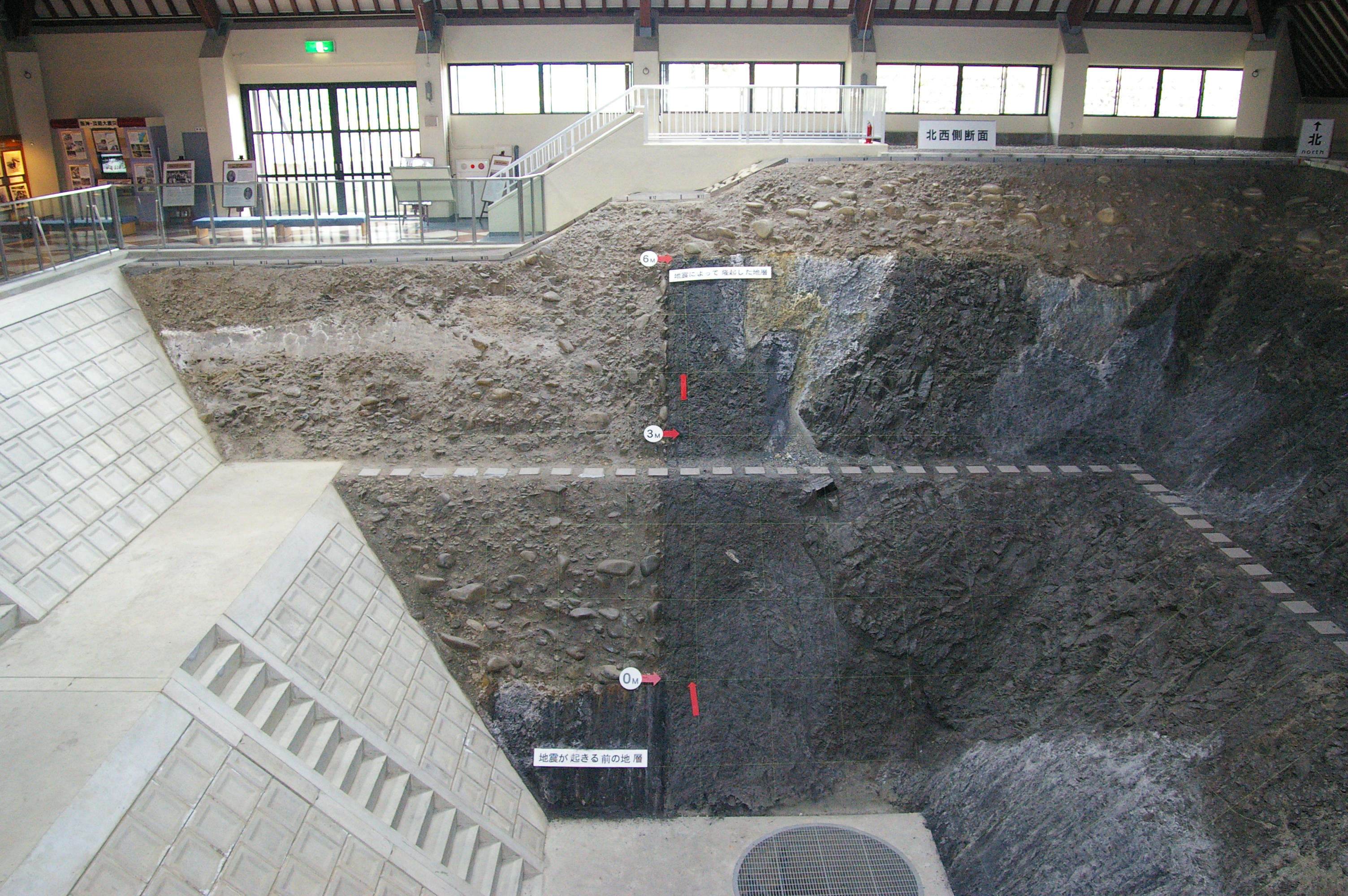
지진 단층 관찰관의 노두에서 보이는 단층의 수직변위 (북서방향)

네오다니 단층(根尾谷断層)은 일본 기후현 모토스시 (구 네오촌)을 지나는 길이 30 km의 활단층이다. 노비단층대의 일부인 네오다니 단층대의 두 단층 중 하나이다. 네오촌 미즈토리 지구의 단층은 일본 국가지정천연기념물로 지정되어 있다. 향후 지진 발생 확률이 거의 없는 Z급 단층으로 지정되어 있다.

## 개요
1891년 10월 28일 오전 6시 38분 50초에 네오촌에 일어난 규모 M8.0의 노비지진을 일으킨 진원단층이다. 이 지진으로 수십km에 걸쳐 지표에 단층이 나타났다. 총 연장 약 30km, 최대 수평변위 8m, 최대 수직변위 6m에 이르는 대규모 단층이다. 천년에 2m 정도 이동하는 좌향 주향이동단층이다.
1891년 노비지진 이전에는 7,300년 전 지진과 4,500년 전 지진이 있었던 것으로 추정된다.
네오다니 단층 이전에 기록된 지진 단층이 없기 때문에 일본에서 확인할 수 있는 가장 오래된 지진 단층으로 기록되어 있다. 또한 지진 직후의 기록 사진이 지진학 교과서 등에 인용되어 세계적으로 알려지면서 지진학 연구자들도 다수 방문하고 있다. 고토 분지로가 촬영하여 논문에 게재한 네오다니 단층 기록사진이 유명하다.
2007년 5월 10일, 일본의 지질 백선에 선정되었다.

## 지진 발생 확률
일본 지진조사연구추진본부는 네오다니 단층을 노비단층대 주축 단층대의 일부로 평가하고 있다. 평균 지진 발생 간격은 2,100년에서 3,600년 사이이며, 마지막 지진을 1891년 노비지진으로 평가하고 있다. 지진 경과율이 0.03-0.05로 다음 지진이 오기까지 매우 먼 시간이 걸리는 단층으로 추정되며, 향후 300년 이내에 비슷한 지진이 일어날 확률은 거의 0%로 추정된다.
| 구역          | 지진 종류  | 2021년 1월 1일 기준 | 2021년 1월 1일 기준 |
| 구역          | 지진 종류  | 규모(M)             | 30년 내 발생 확률   |
| ------------- | ---------- | ------------------- | ------------------- |
| 네오다니 단층 | 직하형지진 | M7.9 정도           | 거의 0%             |

## 같이 보기
- 일본의 지진 목록